# باربرا أوكلي
باربرا آن أوكلي (24 نوفمبر 1955) هي أستاذة أمريكية للهندسة في جامعة أوكلاند وجامعة ماكماستر، وتُعد دوراتها التدريبية عبر الإنترنت حول التعلم من بين أكثر الدورات التدريبية المفتوحة الضخمة عبر الإنترنت (MOOC) شعبيةً في العالم.  وهي تشارك في مجالات بحثية متعددة، تتراوح من تعليم العلوم والتكنولوجيا والهندسة والرياضيات، إلى ممارسات التعلم.
شاركت أوكلي في إنشاء وتدريس دورة تعلّم كيف تتعلم: أدوات ذهنية قوية لمساعدتك على إتقان المواد الصعبة، وهي الدورة التدريبية الأكثر شهرةً على الإنترنت في العالم.  كتبت أيضًا كتابًا بعنوان "عقل للأرقام: كيفية التفوق في الرياضيات والعلوم (حتى لو فشلت في الجبر).  هذا كتاب مستقل، على الرغم من أنه يرافق الأفكار المقدمة في MOOC.
كتبت أوكلي مقالات رأي حول التعلّم في صحيفة وول ستريت جورنال  وصحيفة نيويورك تايمز.

## السيرة الشخصية
وُلِدت أوكلي في لودي، كاليفورنيا،  عام 1955، والدها ألفريد غريم ووالدتها كونستانس غريم. كان ألفريد طياراً في سلاح الجو الأمريكي خلال الحرب العالمية الثانية. تنقّلت أوكلي بشكل متكرر مع عائلتها عندما كانت طفلة، وانتقلت إلى عشرة أماكن مختلفة عندما كانت في الصف العاشر.
بعد إنهاء المدرسة الثانوية، انضمت أوكلي إلى الجيش الأمريكي. أرسلها الجيش للدراسة في جامعة واشنطن، حيث حصلت على درجة البكالوريوس في اللغات والأدب السلافي. كما تلقت تدريبًا مكثفًا في اللغة الروسية في معهد وزارة الدفاع للغات.  واصلت أوكلي خدمتها برتبة ضابط إشارة في ألمانيا لمدة أربع سنوات، ثم حصلت على رتبة نقيب.
بعد انتهاء واجباتها في الجيش، قررت أوكلي أن تتحدى نفسها وترى ما إذا كان دماغها، الذي اعتاد على دراسة اللغات، يمكن "إعادة تصميمه" لدراسة المواد الرياضية. اختارت دراسة الهندسة، لفهم معدات الاتصالات بشكل أفضل، وكانت تعمل داخل الجيش.
حصلت أوكلي على درجة البكالوريوس في الهندسة الكهربائية من جامعة واشنطن عام 1986. بينما كانت تدرس للحصول على شهادتها الجامعية، عملت أوكلي مترجمةً للغة الروسية على متن سفن الصيد السوفيتية في بحر بيرينغ. كما كتبت كتابًا عن تجاربها خلال هذا الوقت بعنوان "شَعر الكلب: حكايات من على متن سفينة صيد روسية". 
أمضت أوكلي موسمًا كاملاً تعمل مشغّلة راديو في محطة القطب الجنوبي في القارة القطبية الجنوبية. وهناك التقت فيليب، وتزوجا بعد فترة وجيزة في الأول من فبراير عام 1984. أنجبت باربرا ابنتين، وتبنّت ولدين كانا لاجئين سابقًا من كوسوفو. 
انتقلت أوكلي إلى ديترويت مع عائلتها عام 1989. عملت في شركة فورد لفترة وجيزة ثم التحقت بجامعة أوكلاند أثناء عملها في مجال الاستشارات. حصلت على درجة الماجستير في الهندسة الكهربائية والحاسوبية في عام 1995. وواصلت أوكلي تعليمها بعد ذلك وحصلت على درجة الدكتوراه في هندسة الأنظمة في عام 1998.

## المسيرة الأكاديمية
أصبحت أوكلي أستاذة للهندسة في جامعة أوكلاند عام 1998، بعد حصولها على درجة الدكتوراه. واستمرت في العمل في قسم الهندسة الصناعية والأنظمة في أوكلاند.
تشارك أوكلي في العديد من مجالات الأبحاث، مثل تعليم العلوم والتكنولوجيا والهندسة والرياضيات، والتعليم الهندسي، والتعلم العام، والتعلم عبر الإنترنت، والدورات التدريبية الجماعية المفتوحة على الإنترنت وتأثيراتها، ودراسات التعاطف والإيثار.
تعاونت أوكلي مع البروفيسور تيري سيجنوفسكي، وهو عالم أعصاب، بإنشاء الدورة التدريبية "تعلّم كيف تتعلم: أدوات عقلية قوية لمساعدتك على إتقان المواد الصعبة" وتدريسها، وهي دورة تدريبية مفتوحة ضخمة تُقدم على موقع كورسيرا. أقيمت الدورات الثلاث الأولى من البرنامج في أغسطس وأكتوبر 2014 ويناير 2015 على التوالي، حيث اجتذبت قرابة 300 ألف طالب في المجموع. بلغ إجمالي عدد الطلاب المسجلين قرابة 1.2 مليون طالب اعتبارًا من ديسمبر 2015. 

## أعمالها
- التدريس بالحس غير الشائع: رؤى عملية في علم الدماغ لمساعدة الطلاب على التعلم، بقلم باربرا أوكلي، وبيث روجوسكي، وتيرينس جيه. سيجنوفسكي. تارتشر بيريجي، 2021
- تعلم كيف تعلم: كيفية النجاح في المدرسة دون قضاء كل وقتك في الدراسة؛ دليل للأطفال والمراهقين، بقلم باربرا أوكلي وتيري سيجنوفسكي، مع أليستير ماكونفيل، تارتشر-بنغوين، أغسطس 2018.
- التحول الذهني: تخطى العقبات التي تعترض طريق التعلم واكتشف إمكاناتك الخفية، بقلم باربرا أوكلي. تارتشر بيريجي 2017.
- عقل للأرقام، بقلم باربرا أوكلي، تارتشر-بنغوين، يوليو 2014. كتاب علمي من أكثر الكتب مبيعًا في صحيفة نيويورك تايمز. [13]
- ممارسة الاستدامة، تحرير جوروبراساد مادهافان، باربرا أوكلي، ديفيد جرين، ديفيد كوون، وبيني لو. سبرينغر، أكتوبر 2012. تم اختياره لجائزة Nautilus Silver Book لعام 2013. [14]
- الإيثار المرضي المحررون باربرا أوكلي، أرييل كنافو، جوروبراساد مادهافان، ديفيد سلون ويلسون، مطبعة جامعة أكسفورد، يناير 2012. [15]
- اللطف بدم بارد، بقلم باربرا أوكلي، دار بروميثيوس للنشر، أبريل 2011. [16]
- التطوير المهني في الهندسة الحيوية والتكنولوجيا الحيوية، المحررون جوروبراساد مادهافان، باربرا أوكلي، لويس كون، سبرينغر، 2008. [17]
- الجينات الشريرة : لماذا سقطت روما، ونهض هتلر، وفشلت شركة إنرون، وسرقت أختي صديق والدتي، بقلم باربرا أوكلي، منشورات بروميثيوس. أكتوبر 2007. [18]
- شَعر الكلب: حكايات من على متن سفينة صيد روسية، باربرا أوكلي، مطبعة جامعة ولاية واشنطن، 1996. [19]

## روابط خارجية
- صفحة أوكلي في جامعة أوكلاند
- موقع أوكلي